# Strattis
Strattis (in greco antico: Στράττις?, Stràttis; in latino Strattis; 450 a.C. circa – dopo il 380 a.C.) è stato un drammaturgo greco antico.

## Biografia
Secondo la Suda, Strattis sarebbe fiorito più tardi del comico Callia, sicché è probabile che avesse operato intorno alla XCII Olimpiade, ossia intorno al 412 a.C.
Strattis era un contemporaneo di Sannirione e Filillio, entrambi i quali vengono attaccati nei frammenti delle sue opere: in effetti, è noto che attaccasse Filillio nei Potamioi. Secondo lo scoliaste di Aristofane, questo dramma sarebbe stato messo in scena prima delle Ecclesiazuse, quindi non prima del 394/3 a.C.
Inoltre, nel suo Anthroporestes, Strattis attaccava Egeloco, attore protagonista dell'Oreste di Euripide, il che daterebbe la commedia entro il 408 a.C., anno in cui fu portata in scena la tragedia euripidea.
Strattis era ancora in attività alla fine della XCIX Olimpiade, vale a dire nel 380 a.C., quando avrebbe attaccato Isocrate a causa della sua passione senile per Lagisca.

## Commedie
Di Strattis restano numerosi frammenti di 18 commedieː Oreste umanizzato (Ἀνθρωπορραιστής); Atalanta (Ἀταλάντη); Le persone perbene, o la scomparsa del denaro (Ἀγαθοί ἤτοι Ἀργυρίου ἀφανισμός); Iphigeron (Ἰφιγέρων); Callippide (Καλλιππίδης); Cinesia (Κινησίας); Limnomedonte (Λιμνομέδων); Macedonii, o Pausania (Μακεδόνες ἢ Παυσανίας); Medea (Μήδεια); Troilo (Τρωΐλος); Fenicie (Φοίνισσαι); Filottete (Φιλοκτήτης); Crisippo (Χρύσιππος); Psychastae (Ψυχασταί); Zopiro incendiato (Ζώπυρος Περικαιόμενος); Mirmidoni (Μυρμιδόνες); Potamioi (Ποτάμιοι); Pytisio (Πυτίσιος).